# 23490 Monikohl
23490 Monikohl (1991 RK3) là một tiểu hành tinh vành đai chính được phát hiện ngày 12 tháng 9 năm 1991 bởi L. D. Schmadel và F. Borngen ở Tautenburg.